# Chestertown
Chestertown – miasto w stanie Maryland, w Stanach Zjednoczonych, siedziba administracyjna hrabstwa Kent. Według spisu ludności w roku 2000 miasto liczyło 4746 mieszkańców.